# آلن (داکوتای جنوبی)
آلن(به انگلیسی: Allen) شهری در ایالت داکوتای جنوبی کشور ایالات متحده آمریکا است که جمعیت آن در سرشماری سال ۲۰۱۰ میلادی، ۴۲۰ نفر بوده‌است.